# Trevor Paglen
Trevor Paglen (nacido en 1974) es un artista, geógrafo y autor estadounidense.

## Vida
Tiene una maestría en Bellas Artes por la Escuela del Instituto de Arte de Chicago y un doctorado en geografía en la Universidad de California en Berkeley, donde actualmente trabaja como investigador.
Paglen es el autor de tres libros, entre ellos Torture Taxi, (coescrito con el periodista de investigación AC Thompson), que fue el primer libro para describir exhaustivamente el programa de rendición extraordinaria de la CIA, y I Could Tell You But Then You Would Have to be Destroyed by Me, que es una mirada al mundo de los proyectos negros a través de remiendos de la unidad y objetos creados por programas de alto secreto.
El libro de Paglen, Blank Spots on the Map: The Dark Geography of the Pentagon's Secret World es una mirada más amplia a secretos en los Estados Unidos.
Lanzado en 2012, The Last Pictures es una colección de 100 imágenes que se colocaron en los medios de comunicación permanentes y lanzó al espacio el EchoStar XVI, como un repositorio disponible para futuras civilizaciones extraterrestres (o humanos) cuando lo encuentren.

## Carrera artística
Paglen ha mostrado fotografías y otras obras visuales en numerosos museos y galerías, incluyendo el MassMOCA, y Andy Warhol Museum of Modern Art, así como el Museo de San Francisco de Arte Moderno, Bellwether Gallery de Nueva York y el Lighthouse in Brighton. Era un artista encargado en el Eyebeam en 2007 y tiene una Maestría en Bellas Artes de la Escuela del Instituto de Arte de Chicago.
Su trabajo visual, como su serie "Limit Telephotography" y "The Other Night Sky" ha recibido una gran atención tanto por sus innovaciones técnicas y por su proyecto conceptual que implica la realización simultánea y negando afirmaciones de verdad con estilo documental.
Geografía Experimental
Trevor Paglen se le atribuye haber acuñado el término "Geografía Experimental" para describir las prácticas de ceñir la producción cultural experimental y el arte de decisiones con las ideas de la geografía humana crítica sobre la producción del espacio, el materialismo y la praxis. El libro de 2009, Experimental Geography: Radical Approaches to Landscape, Cartography, and Urbanism, se inspira en gran medida en el trabajo de Paglen.

## Obras
- A.C. Thompson (coautor) Torture Taxi, (Melville House Publishing, 2006, ISBN 1-933633-09-3; Icon, 2007, ISBN 9781840468304
- I Could Tell You But Then You Would Have to be Destroyed by Me. Melville House Publishing. 2007. ISBN 1-933633-32-8.
- Blank Spots on the Map: The Dark Geography of the Pentagon's Secret World. New York: Dutton. 2009. ISBN 9781101011492.
- Rebecca Solnit (contributor) Invisible: Covert Operations and Classified Landscapes, Photographs by Trevor Paglen, Aperture Foundation, Incorporated, 2010, ISBN 9781597111300
- The Last Pictures. University of California Press. 2012. ISBN 9780520275003.

Free works of Trevor Paglen at Wikimedia Commons
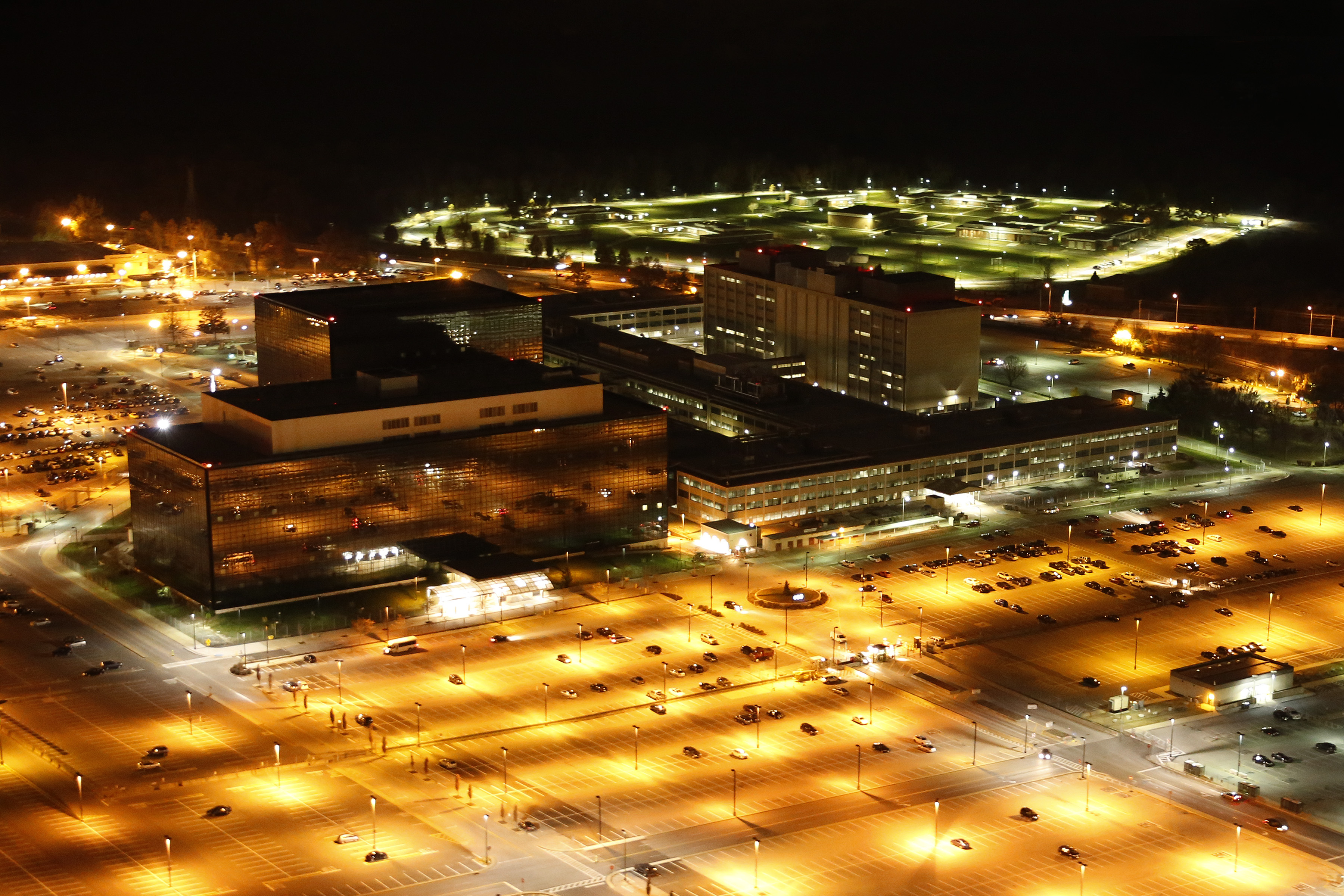
Sede de la Agencia de Seguridad Nacional en Fort Meade, Maryland
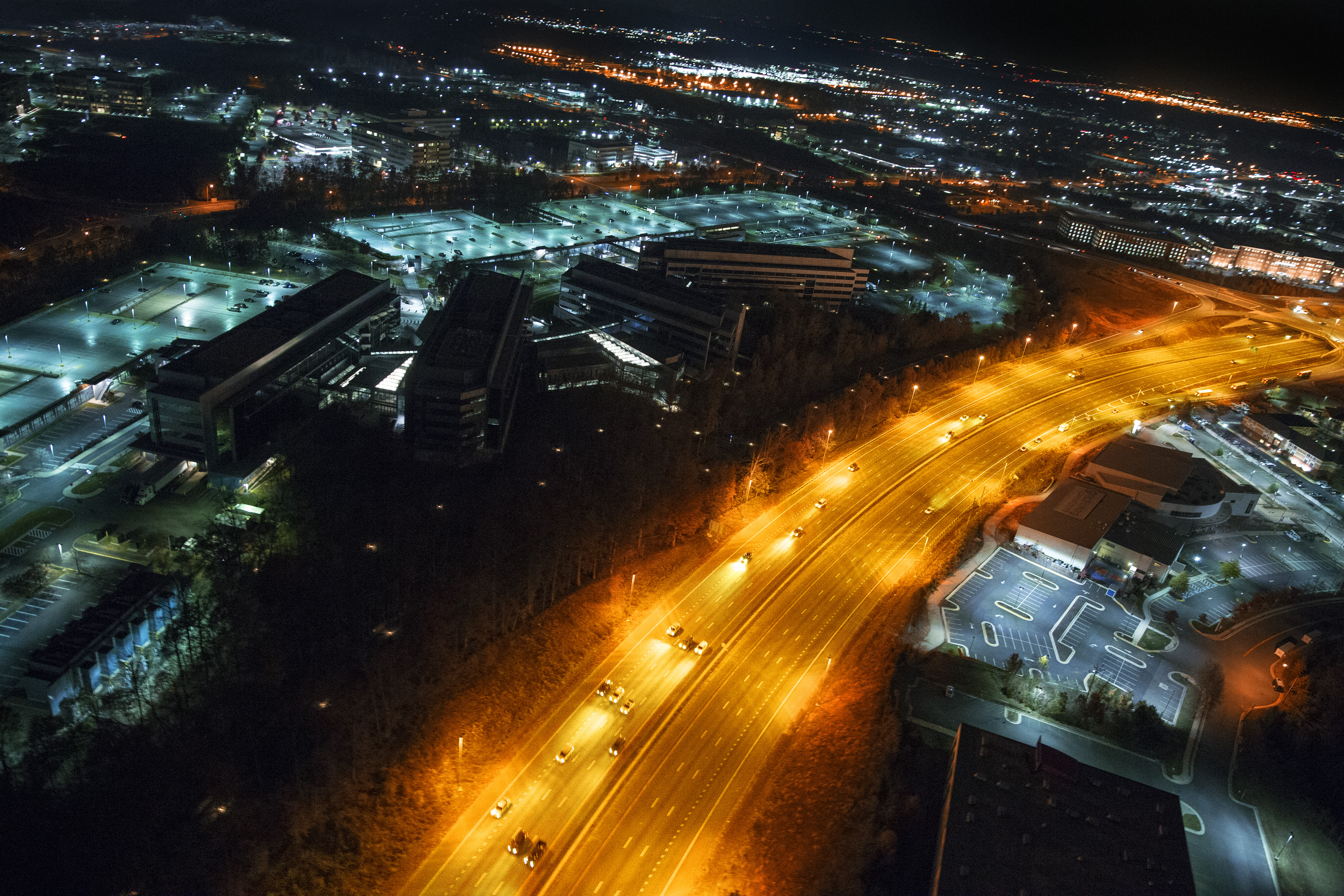
Sede de la Oficina Nacional de Reconocimiento de Chantilly, Virginia
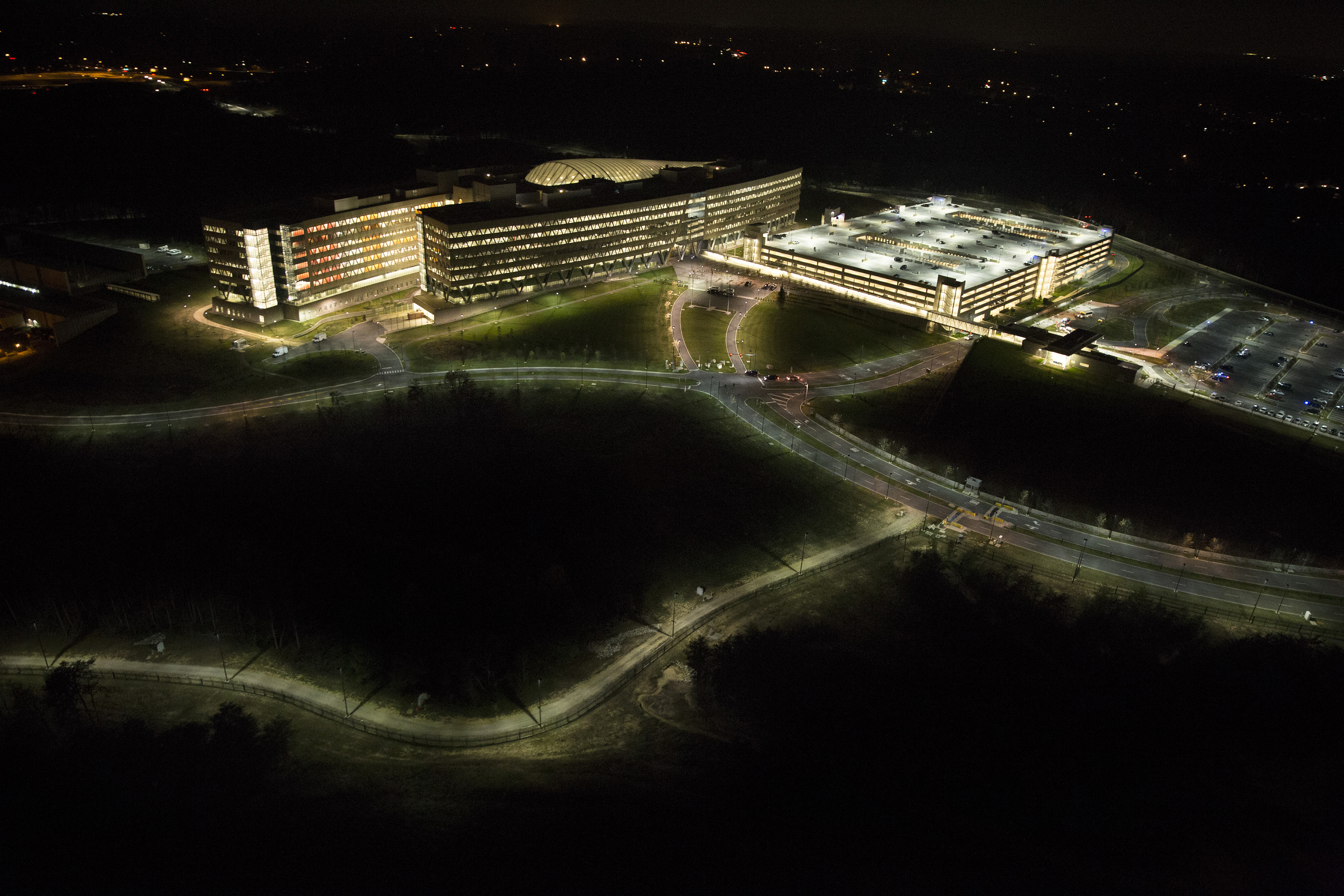
Sede de la Agencia Nacional de Inteligencia-Geoespacial en Springfield, Virginia

## Para leer más
- Nato Thompson (ed). Experimental Geography: Radical Approaches to Landscape, Cartography, and Urbanism (Melville House Publishing, 2009, ISBN 978-0-09-163658-6
- Perini, Julie (2010). «Art as Intervention: A Guide to Today's Radical Art Practices».  En Team Colors Collective, ed. Uses of a Whirlwind: Movement, Movements, and Contemporary Radical Currents in the United States. AK Press. ISBN 9781849350167.